# Sent Julian e lo Rial
Sent Julian al Bois (en francès Saint-Julien-aux-Bois) és un municipi francès situat al departament de la Corresa i a la regió de la Nova Aquitània.

## Demografia
| 1962                                       | 1968 | 1975 | 1982 | 1990 | 1999 | 2007 |
| ------------------------------------------ | ---- | ---- | ---- | ---- | ---- | ---- |
| 730                                        | 764  | 697  | 627  | 584  | 501  | 475  |
| Des de 1962: població sense dobles comptes |      |      |      |      |      |      |

## Administració
| Període   | Identitat         | Partit |
| --------- | ----------------- | ------ |
| 2001-2008 | Nicole Barbail    |        |
| 2008-     | Francis Hourtoule |        |